# Горняцкое (Покровский городской совет)
Горня́цкое (укр. Гірницьке) — посёлок, Покровский городской совет, Днепропетровская область, Украина.

## Географическое положение
Посёлок городского типа Горняцкое находится на левом берегу реки Солёная,
выше по течению на расстоянии в 3 км расположено село Шахтёр (Никопольский район),
ниже по течению на расстоянии в 5,5 км расположен город Покров,
на противоположном берегу — село Хмельницкое (Никопольский район).

## История
- Возникло в 1886 году вследствие разработки марганцевых месторождений. Первые рудники и посёлок горняков назывались Покровскими рудниками.
- 1956 — присвоено статус посёлок городского типа.

В январе 1989 года численность населения составляла 424 человека.
По переписи 2001 года население составляло 374 человека.
По состоянию на 1 января 2013 года численность населения составляла 365 человек.

## Экология
Посёлок окружен карьерами Покровского ГОКа.